# Vallensbæks kommun
Vallensbæks kommun (danska: Vallensbæk Kommune) är en kommun i Region Hovedstaden i Danmark, cirka 15 kilometer västsydväst om Köpenhamn vid järnvägen Køge Bugt-banen. Kommunen har 14 592 invånare (2012) och har en yta på 9,15 km², den näst minsta efter Frederiksbergs kommun (8,69 km²).

## Borgmästare
- Poul Hansen, Konservative Folkeparti, 1967–1993
- Kurt Huckerup, Konservative Folkeparti, 1994–29 mars 2010[4]
- Henrik Bo Fomsgaard Rasmussen, Konservative Folkeparti, 7 april 2010–[3]

Denna lista hämtas från Wikidata. Informationen kan ändras där.